# 18887 Yiliuchen
18887 Yiliuchen (2000 AP181) là một tiểu hành tinh vành đai chính được phát hiện ngày 7 tháng 1 năm 2000 bởi nhóm nghiên cứu tiểu hành tinh gần Trái Đất phòng thí nghiệm Lincoln ở Socorro.